# سایوز ام‌اس-۲
سایوز-ام‌اس-۲ (به روسی: Союз )(به معنای اتحاد) یک مأموریت سرنشین دار سازمان ملی فضانوردی روسیه به سمت ایستگاه فضایی بین‌المللی محسوب می‌شود.

همچنین فضاپیمای این مأموریت وظیفه ارسال و بازگرداندن تعدادی از فضانوردان گروه اعزامی ۴۹ و گروه اعزامی ۵۰ را نیز بر عهده داشت.

## خدمه مأموریت
| نام              | ملیت                | تعداد پرواز | نقش عملیاتی | تصویر |
| سرگئی رژیکوف     | روسیه               | ۱           | فرمانده     |       |
| آندری بوریسنکو   | روسیه               | ۲           | مهندس پرواز |       |
| روبرت اس. کیمبرو | ایالات متحده آمریکا | ۲           | مهندس پرواز |       |

## نگارخانه

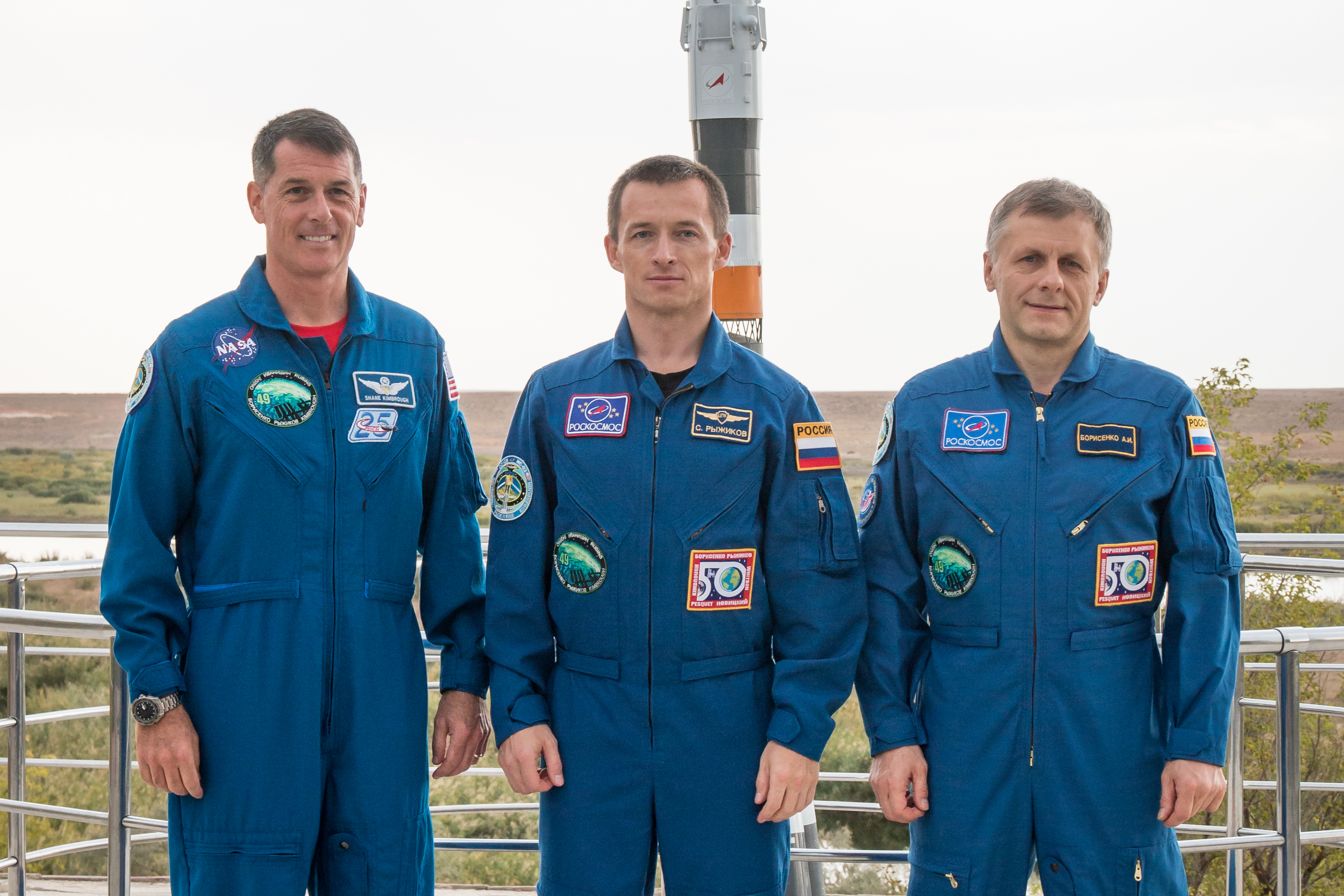
فضانوردان اصلی ام‌اس-۲
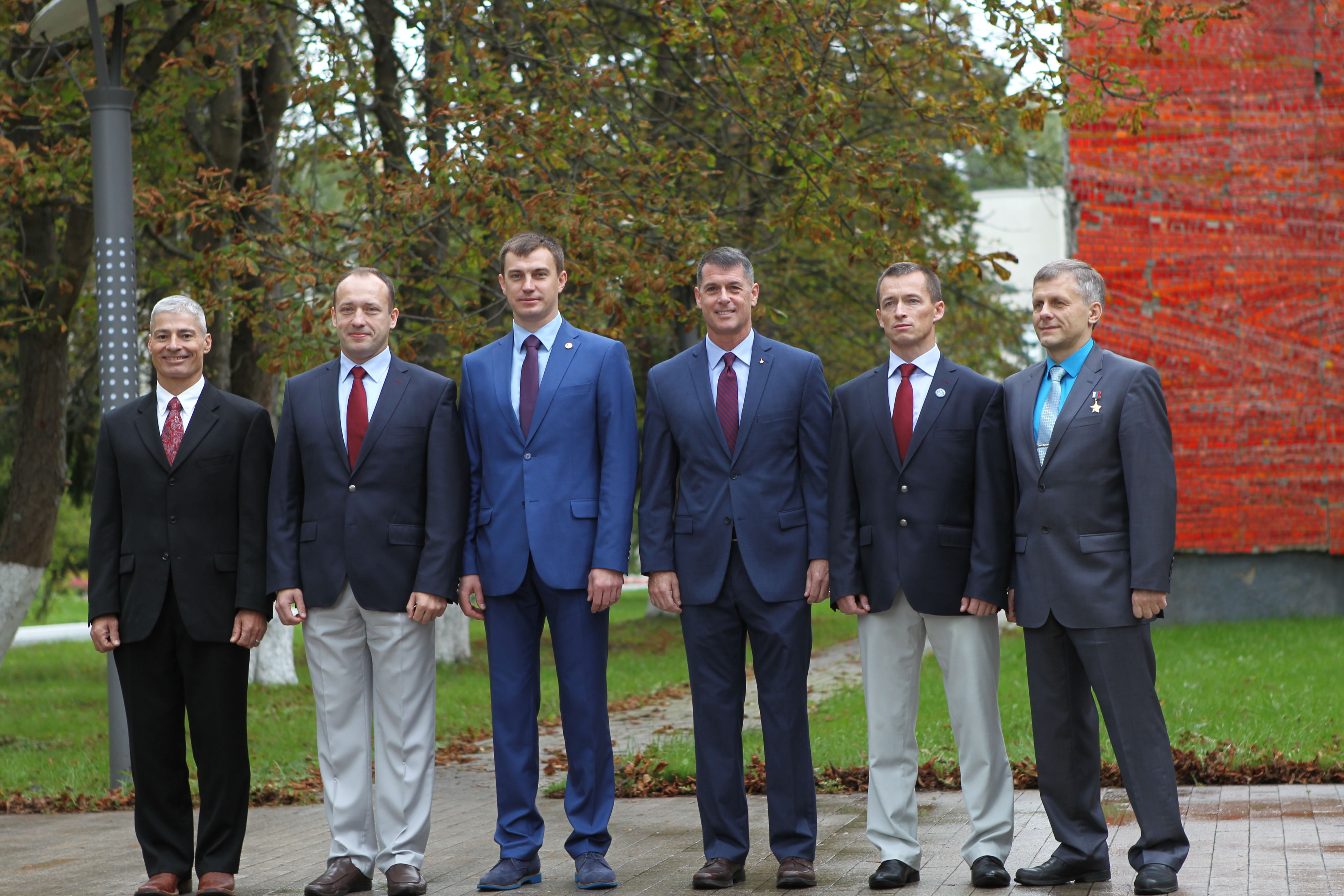
فضانوردان اصلی و پشتیبان ام‌اس-۲
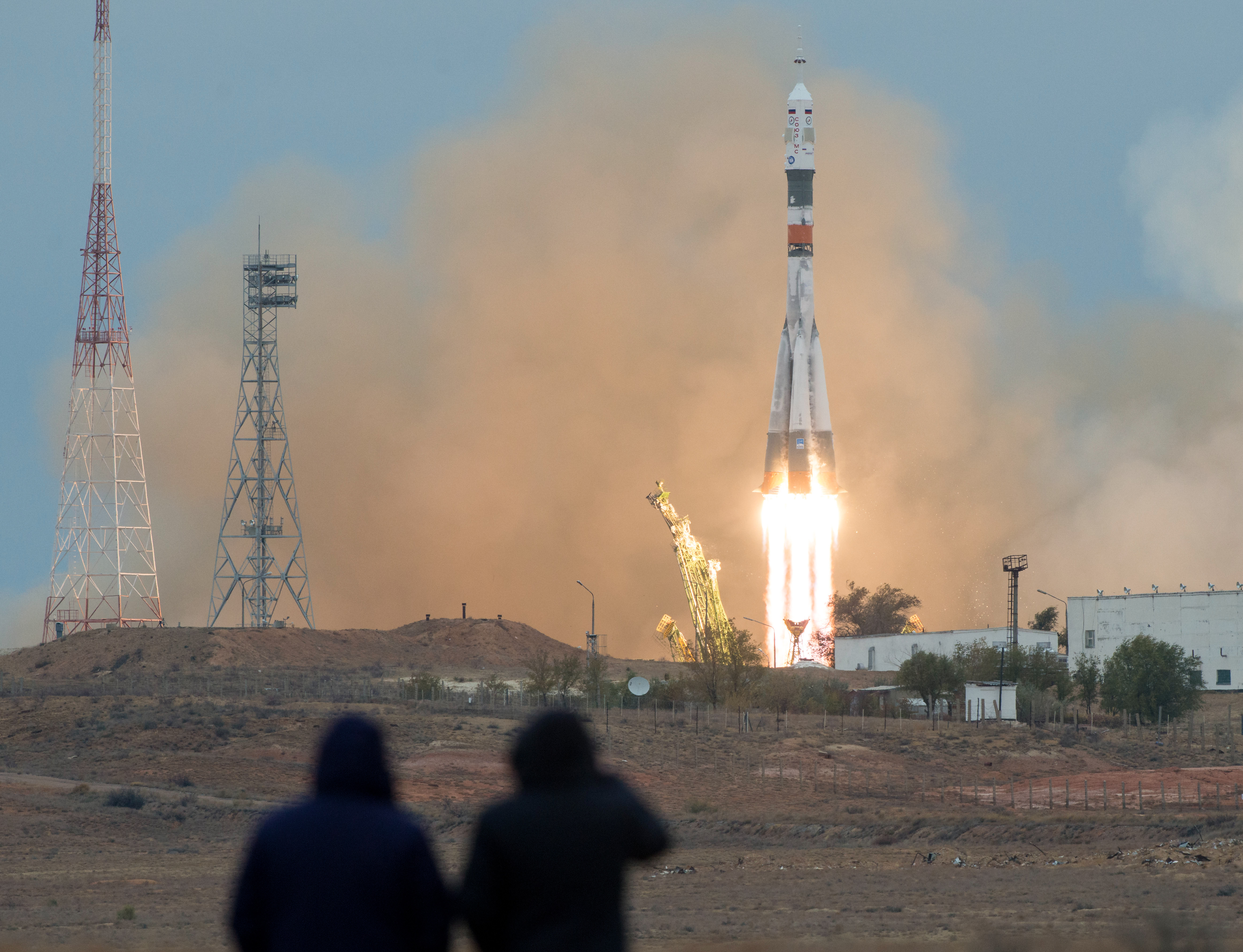
پرتاب ام‌اس-۲
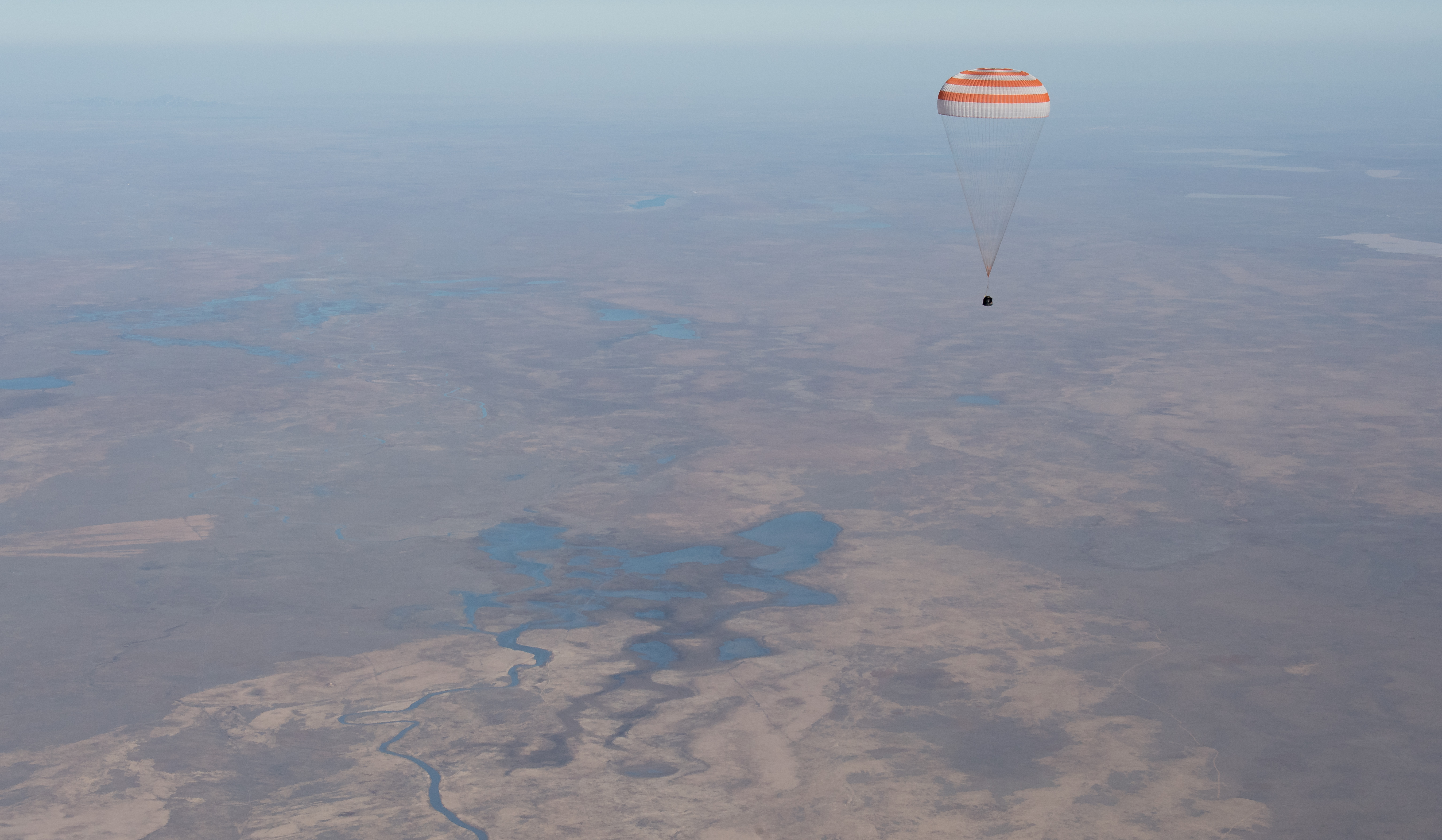
ام‌اس-۲ در راه بازگشت به زمین
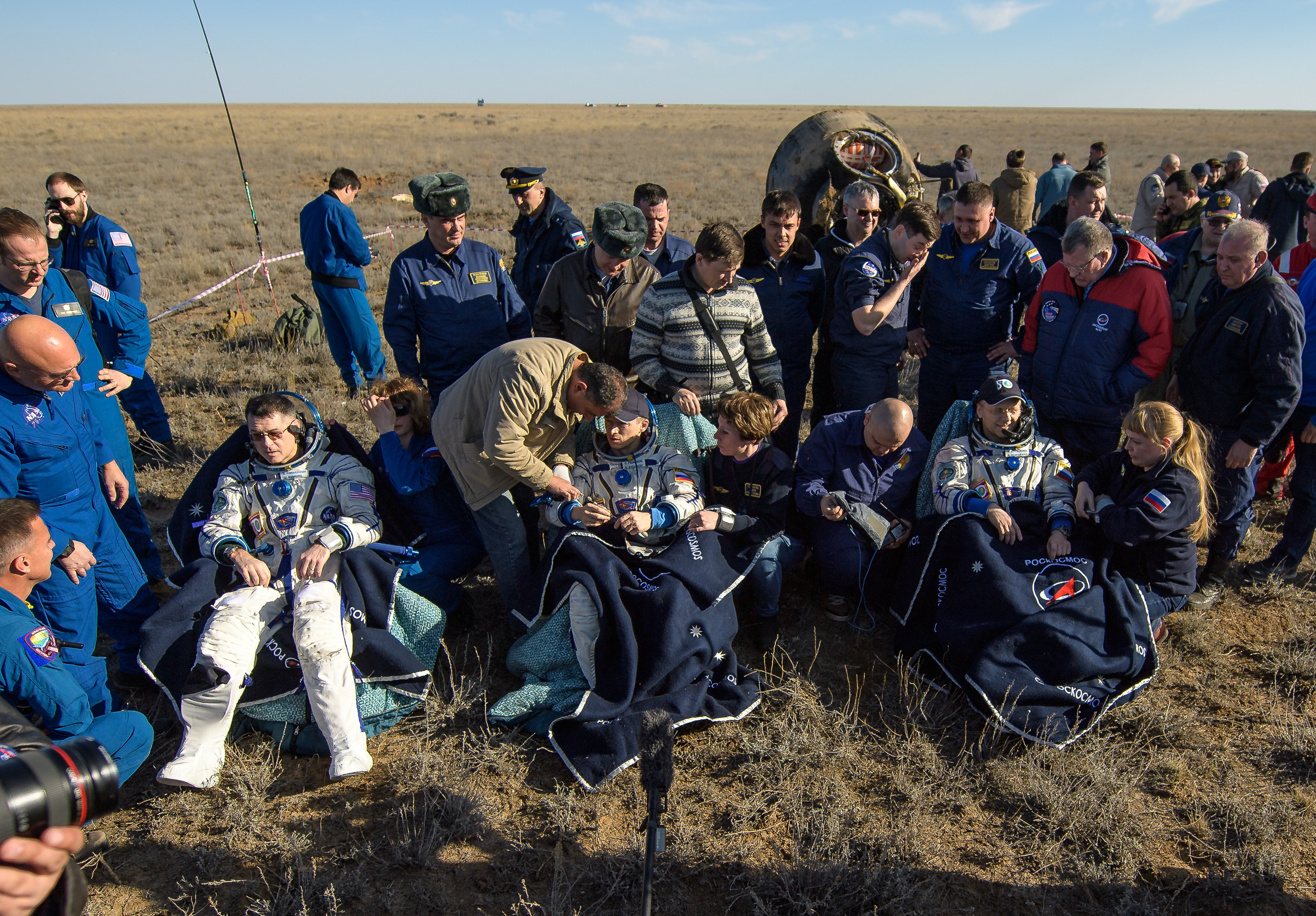
گروه اعزامی ۵۰ پس از فرود